# Nou flamenc
Nou Flamenco o Flamenco fusió és un gènere de música flamenca contemporània. Sovint la paraula refereix a una reacció dels joves renovadors a l'immobilisme dels puristes però respecte el significat de la paraula no hi ha una posició consensuada sinó situacions enfrontades i contradiccions. El seu sorgiment va ser a la dècada del 1990.
Tres grans figures que van obrir la música flamenca cap a un llenguatge nou. Van ser Camarón de la Isla, Paco de Lucía i Enrique Morente. Sota la influència oberturista d'aquests 3 mestres va sortir a Andalusia, cap als anys 80, una nova generació de músics flamencs amb gran curiositat i interès per a formes musicals més actuals. Entre els pioners del nou flamenc destaquen Pata Negra, que fusionaven el flamenc amb el blues, Ketama, d'inspiració més propera al pop i a les músiques del món, Ray Heredia, creador d'un univers musical propi amb epicentre en el flamenc, i Kiko Veneno.